# کیت وین
کیت وین (انگلیسی: Keith Wayne؛ ۱۶ ژانویهٔ ۱۹۴۵ – ۹ سپتامبر ۱۹۹۵) یک بازیگر آمریکایی بود.
از فیلم‌هایی که وی در آن نقش داشته‌است می‌توان به شب مردگان زنده اشاره کرد.